# Artur Kupiec
Artur Kupiec (ur. 26 stycznia 1972 w Skarżysku-Kamiennej, zm. 6 grudnia 2021 w Młodocinie Mniejszym) – polski piłkarz grający na pozycji obrońcy bądź pomocnika i trener piłkarski.

## Życiorys
Karierę piłkarską rozpoczynał w Broni Radom. Następnie grał w Legii Warszawa (35 spotkań w pierwszej lidze), Hutniku Warszawa, Radomiaku Radom, FC Piaseczno, Polonii Warszawa, Ceramice Opoczno, Koronie Kielce i Mazowszu Grójec. Karierę zakończył w macierzystym klubie, gdzie był trenerem.
W latach 2012–2013 trener Siarki Tarnobrzeg, a od 2020 do 2021 Broni Radom.